# Platycheirus subambiguus
Platycheirus subambiguus är en tvåvingeart som beskrevs av Nielsen 2004. Platycheirus subambiguus ingår i släktet fotblomflugor, och familjen blomflugor. Inga underarter finns listade i Catalogue of Life.